# Байзаков, Уальхан
Уальхан Байзаков, другой вариант имени — Уалхан (каз. Уәлхан Байзақов; 7 марта 1933, Аксуат, КазАССР — 26 мая 2001, Сатпаев, Восточно-Казахстанская область) — старший скотник совхоза «Сулуталский» Аксуатского района Семипалатинской области, Казахская ССР. Герой Социалистического Труда (1966). Депутат Верховного Совета Казахской ССР VII созыва. Лауреат государственной премии Казахской ССР.

## Биография
Родился в 1933 году в бедной крестьянской семье в ауле Аксуат Тарбагатайского района.
С 1947 года трудился рабочим в районном потребительском обществе (райпо). С 1958 года — скотник, старший скотник в совхозах «Кокпектинский» и «Сулуталский» Аксуатского района.
Уальхан Байзаков ежегодно выращивал в среднем по 100—110 телят от каждой сотни коров. За выдающиеся трудовые достижения удостоен звания Героя Социалистического Труда указом Президиума Верховного Совета СССР от 22 марта 1966 года c вручением ордена Ленина и золотой медали «Серп и Молот».
Неоднократно участвовал во всесоюзной выставке ВДНХ (1969, 1970, 1975). Избирался депутатом Верховного Совета Казахской ССР 7-го созыва, областного и районного советов народных депутатов. В 1981 году принимал участие в работе XV съезда Компартии Казахстана.
В 1994 году вышел на пенсию. 
Скончался в 2001 году.
Награды
- Герой Социалистического Труда
- Орден Ленина
- Орден Октябрьской Революции
- Орден Трудового Красного Знамени
- Орден Трудовой Славы 2 и 3 степени